# Кодингтън
Окръг Кодингтън (на английски: Codington County) е окръг в щата Южна Дакота, Съединени американски щати. Площта му е 1857 km², а населението - 28 099 души (2017). Административен център е град Уотъртаун.